# كريستوفر ماكراي (سياسي)
كريستوفر ماكراي هو سياسي كندي، ولد في 20 أكتوبر 1873 في Port Elgin, Ontario ‏ في كندا، وتوفي في 28 يناير 1938 في فانكوفر في كندا.